# 보평중학교
보평중학교(洑坪中學校)는 대한민국 경기도 성남시 분당구 백현동에 있는 공립 중학교이다.

## 학교 연혁
- 2009년 1월 2일 : 보평중학교 설립 인가 (24학급)
- 2009년 9월 1일 : 보평중학교 개교 (4학급)
- 2009년 9월 1일 : 초대 곽원규 교장 부임
- 2009년 9월 1일 : 제1회 입학식 (52명)
- 2009년 9월 1일 : 혁신학교 지정
- 2010년 2월 1일 : 제1회 졸업식 (졸업생 35명, 연인원 35명)
- 2013년 9월 1일 : 혁신학교 재지정
- 2014년 9월 15일 : 농구장 조성
- 2021년 9월 1일 : 제4대 박시호 교장 부임
- 2024년 1월 10일 : 제15회 졸업식(8학급 233명)
- 2024년 3월 4일 : 제16회 입학식(8학급 251명)

## 참고 자료
- 보평중학교 - 한국교육학술정보원 학교알리미